# 포지션 (단체 스포츠)

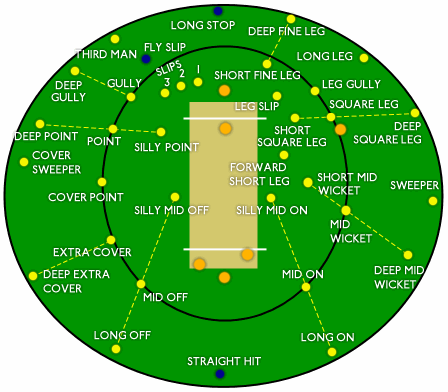
크리켓의 포지션

단체 스포츠에서 포지션(position)은 경기 중 경기장 내 선수들의 배치 내에서 개별 선수의 역할과 위치를 의미한다.
많은 스포츠에서 특정 포지션에 대한 기준을 바탕으로 개별 선수의 경기력을 측정한다. 특정 포지션에 대한 선수의 적합성은 종종 특정 능력치 및 기술 요구 사항과 관련이 있다.
특정 스포츠의 팀 또는 선수 포지션에 대한 정보는 다음을 참조할 것.
- 농구의 포지션
- 야구의 포지션
- 축구의 포지션
- 아이스하키 포지션
  - 골텐더
  - 디펜스맨
  - 포워드